# Constantino Amstalden
Constantino Amstalden (* 7. Juli 1920 in Indaiatuba, Bundesstaat São Paulo, Brasilien; † 14. Februar 1997) war ein brasilianischer Geistlicher und römisch-katholischer Bischof von São Carlos.

## Leben
Constantino Amstalden empfing am 8. Dezember 1947 das Sakrament der Priesterweihe.
Am 11. März 1971 ernannte ihn Papst Paul VI. zum Titularbischof von Hierpiniana und zum Koadjutorbischof von São Carlos. Der Erzbischof von Campinas, Antônio Maria Alves de Siqueira, spendete ihm am 23. Mai desselben Jahres die Bischofsweihe; Mitkonsekratoren waren der Bischof von São Carlos, Ruy Serra, und der Bischof von Petrópolis, Manuel Pedro da Cunha Cintra.
Constantino Amstalden wurde am 19. September 1986 in Nachfolge des verstorbenen Ruy Serra Bischof von São Carlos. Am 25. Oktober 1995 nahm Papst Johannes Paul II. das von Amstalden aus Altersgründen vorgebrachte Rücktrittsgesuch an.